# Ladin
Pour les articles homonymes, voir Ladino.
Le ladin (autonyme : ladin ; en italien : ladino) est une langue romane du groupe rhéto-roman. Proche du romanche et du frioulan, le ladin est la langue maternelle d'environ 30 000 locuteurs dans le nord-est de l'Italie (plus précisément en Ladinie dans la région des Dolomites, dans le Trentin-Haut-Adige, en Vénétie et par une faible minorité au Frioul).
Les Ladins appartiennent aux minorités linguistiques reconnues par l'Union européenne et jouissent donc des dispositions de protection des minorités linguistiques, notamment celles prévues par la Charte européenne des langues régionales ou minoritaires de 1992, particulièrement en ce qui concerne l'emploi de leur langue dans les écoles, les administrations, la justice et les médias.
La plupart des locuteurs du ladin maîtrisent aussi l'allemand et l'italien.

## Présentation
Le ladin est une langue romane dont le nom est dérivé du latin latinus,. Cette langue est issue du latin populaire et de la langue primitive rhétique, au temps de la conquête des Alpes par les Romains (Ier siècle av. J.-C.).
Elle est parlée dans certaines régions de la Suisse, de l'Autriche et de l'Italie. En Italie, le ladin est parlé dans les Dolomites. En Suisse, on emploie parfois le terme « ladin » pour désigner les parlers orientaux du romanche (dans la vallée de l'Engadine).
Les Ladins représentent moins de 5 % de la population du Sud-Tyrol, et sont ainsi le plus petit groupe linguistique même si la langue en soi est la plus ancienne.

## Domaine

Drapeau ladin.

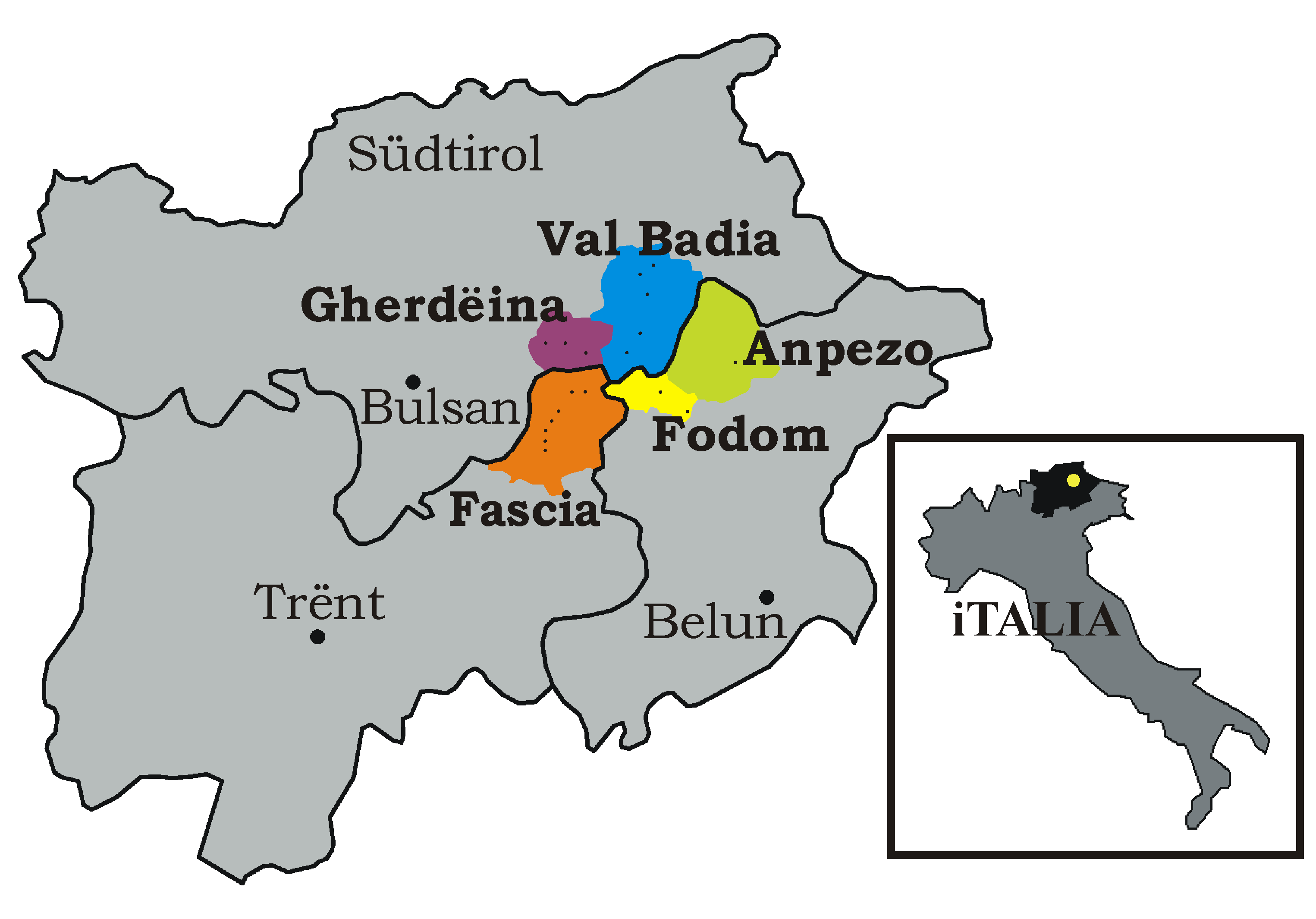
Région où le ladin est parlé.

Le domaine linguistique du ladin est partagé entre quatre régions administratives, et les vallées alpines expliquent son morcellement.
Il est parlé :
- dans le Trentin-Haut-Adige, dans la province autonome de Bolzano (ladin Bulsan, allemand Bozen) ;
- dans le Trentin-Haut-Adige, dans la province autonome de Trente (ladin Trënt, allemand Trient) ;
- en Vénétie, dans la province de Belluno ;
- dans le Frioul-Vénétie Julienne, dans la province de Pordenone, plus précisément dans l'îlot linguistique de Erto e Casso/Cimolais, situé dans les Dolomites frioulanes, où il côtoie le ladin oriental ou frioulan. Il y est cependant en voie de disparition.

## Statut

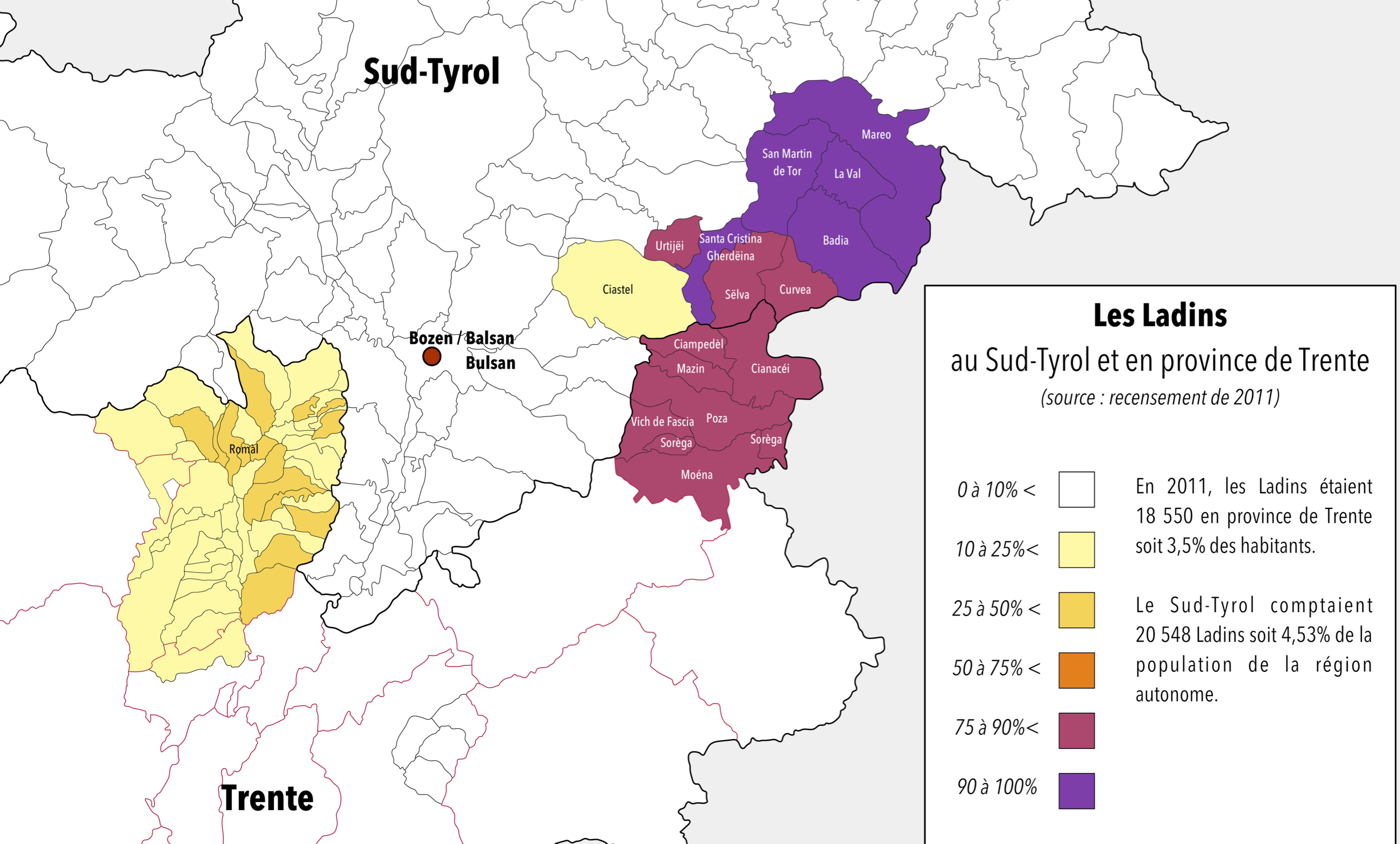
Répartition des Ladins par commune en 2011 dans les provinces du Sud-Tyrol et de Trente.

Le ladin est légalement reconnu dans les vallées orientales où il est parlé et les communes dont il est le langage habituel pour l'administration et l'école. Au niveau de sa pratique, par exemple dans la station alpine renommée de Cortina d'Ampezzo, 40 % de la population parle ladin.
Pour garantir une distribution équilibrée des emplois dans l'administration publique, il y a un système appelé « proportionnalité ethnique » (italien proporzionale etnica, allemand ethnischer Proporz, ladin proporzion etnica). Lors du recensement décennal de la population, chaque citoyen doit déclarer son appartenance à un groupe linguistique : italien, allemand ou ladin.
La signalisation est presque entièrement bilingue ou parfois trilingue malgré la volonté du gouvernement provincial de Bolzano de privilégier la version allemande dans ce qu'elle gère directement. Dans les stations des chemins de fer gérées directement par la province, il y a quelquefois seulement la signalisation en allemand et le ladin n'est pas présent.
Au niveau des noms de communes qui toutes se trouvent dans la région autonome du Trentin-Haut-Adige :
- dans la province autonome de Bolzano, on note que dans l'aire ladine, les communes avec une majorité de locuteurs de ladin ont eu leur nom toutefois germanisé, en plus de l'italianisation officielle. Par exemple (nom ladin puis nom italien et allemand) : Sëlva (italien Selva di Val Gardena, allemand Wolkenstein in Gröden), Badia (italien reprenant le ladin Badia, allemand Abtei), Corvara (italien et allemand reprenant le ladin Corvara in Badia, Kurfar), Urtijëi (italien reprenant le ladin Ortisei, allemand Sankt Ulrich), Maréo (italien Marebbe, allemand Enneberg) ;
- dans la province autonome de Trente, les communes avec une majorité de locuteurs de ladin ont leur nom seulement italianisé. Par exemple : Cianacei (italien: Canazei), Vich (italien: Vigo di Fassa), Poza (italien: Pozza di Fassa).

Dans le reste de la province de Trente, bien qu'étant des variétés ladines occidentales, le nones et le solandro, au même titre que le fassano du Val di Fassa, ne sont pas considérées à l'échelle provinciale sur un pied d'égalité avec les autres minorités linguistiques historiques. Depuis plusieurs années, les ladinophones du Val di Non et du Val di Sole demandent avec une insistance croissante une reconnaissance officielle du ladin.
Dans la région autonome du Frioul-Vénétie Julienne, ce droit des minorités ladinophones n'est pas reconnu.

## Histoire
Le mot « ladin » est dérivé du latin latinus,. Le ladin est un reliquat de la langue romane qui était autrefois parlée de façon beaucoup plus étendue dans cette région alpine.
Tout le monde n'est pas d'accord sur le fait que cette langue rhéto-romane était unifiée, ou non : c'est la Quaestio Ladina (la). Depuis le VIe siècle, les Bavarois sont arrivés du nord et ont pénétré profondément dans le domaine linguistique rhéto-roman, où leur langue s'est substituée au parler antérieur. C'est seulement dans les vallées les plus reculées et les plus isolées que le ladin a pu se maintenir. Avec l'unification italienne, les territoires où étaient parlés les dialectes ladins passèrent de l'autorité autrichienne à celle de l'Italie. Les mouvements nationalistes italiens du XIXe siècle et du XXe siècle ont toujours considéré les dialectes ladins comme des dialectes italiens, ce que réfute la minorité ethnique (les Ladins) qui les parle et qui défend obstinément son identité culturelle. C'est seulement lorsque l'autonomie administrative du Tyrol du Sud fut reconnue que les ladinophones ont vu leurs droits reconnus en tant que minorité culturelle.
En 1988, les instituts culturels ladins « Micurá de Rü (en) » et « Majon di Fascegn (nds) » chargèrent le professeur zurichois Heinrich Schmidt de leur élaborer une langue écrite commune. C'est seulement en 1998 que parut finalement la directive longtemps attendue concernant la création d'une langue écrite commune au ladin des Dolomites.

## Différents dialectes

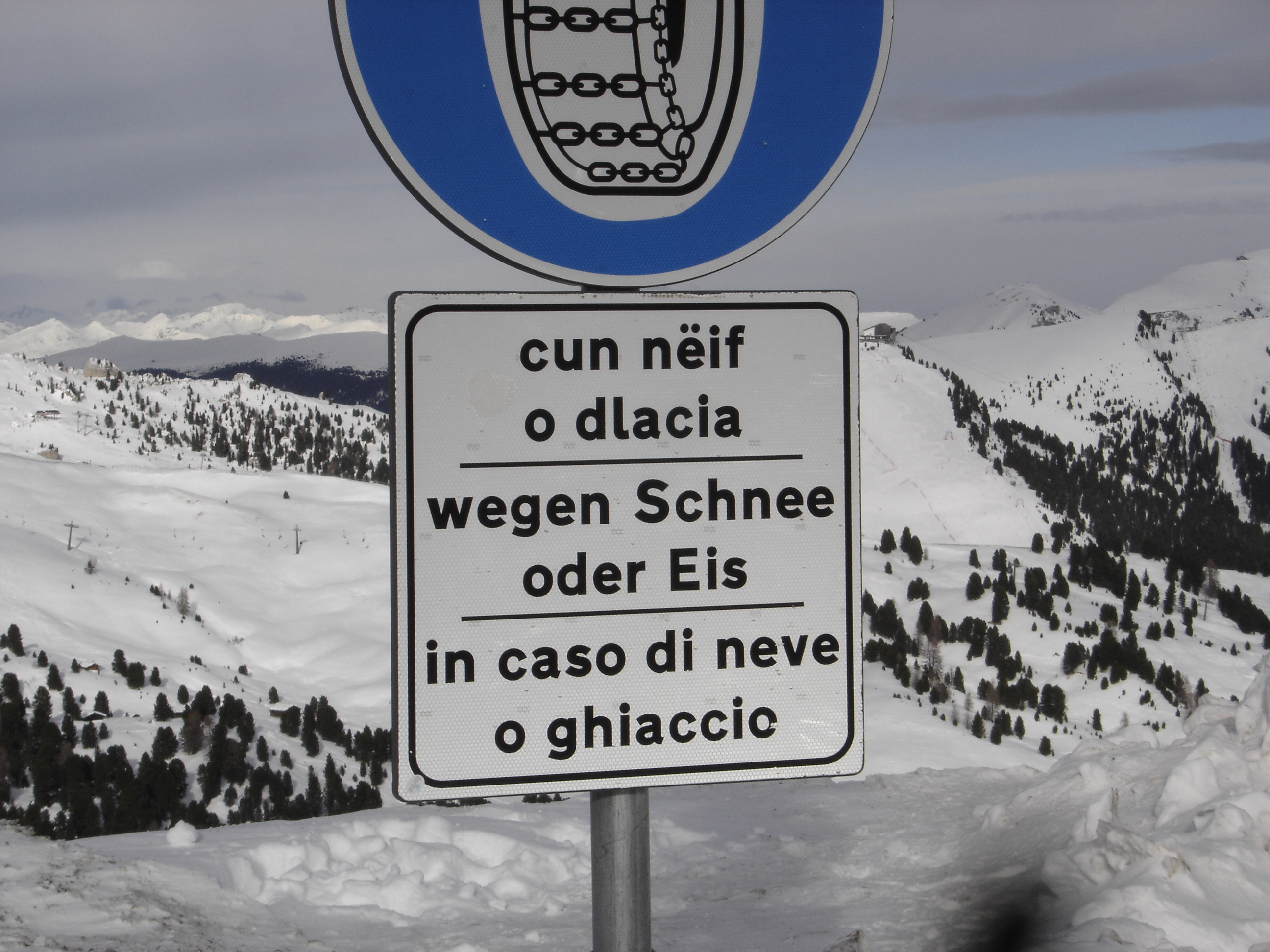
Inscription trilingue ladin-allemand-italien.

Le ladin comprend aujourd'hui trois aires linguistiques, à cheval sur deux régions dont quatre provinces :
- aire occidentale (noms en ladin/ italien) :
  - gherdëina/ gardenese (val Gardena - province de Bolzano),
  - novese (Nova Levante - province de Bolzano),
  - nones (val di Non - province de Trente),
  - solandro (val di Sole - province de Trente),
  - fascian/ fassano (val di Fassa - province de Trente) ;
- aire centrale :
  - maréo-badiot/ marebbano-badioto (val Badia - province de Bolzano),
  - fodom/ cordevolese (val Cordevole - province de Belluno),
  - rocchesano (Rocca Pietore - province de Belluno) ;
- aire orientale :
  - anpezan/ ampezzano (Cortina - province de Belluno),
  - comelian/comeliano (Comelico - province de Belluno),
  - cadorin/cadorino (Cadore - province de Belluno),
  - vajontino (val Vajont - province de Pordenone).

Seules certaines zones (noms en gras ci-dessus) ont leurs dialectes reconnus politiquement comme de langue ladine.

## Exemples
Quelques mots ladins traduits en français :
| bun dé !             | bonjour !      |
| a s‘odëi ! aroeder ! | au revoir !    |
| (bel) dilan !        | merci (bien) ! |
| franzesc             | français       |
| todësch              | allemand       |
| talian               | italien        |
|                      |                |

Liste de nombres en ladin :
| - 1 – un - 2 – doi - 3 – trei - 4 – cater - 5 – cinch - 6 – sies - 7 – set - 8 – ot - 9 – nuef | - 10 – diesc - 11 – undesc - 12 – dodesc - 13 – tredesc - 14 – catordesc - 15 – chindesc - 16 – seidesc - 17 – dejesset - 18 – dejedot - 19 – dejenuef | - 20 – vint - 30 – trenta - 40 – caranta - 50 – cincanta - 60 – sessanta - 70 – setanta - 80 – otanta - 90 – nonanta - 100 – cent | - 1 000 – mile - un million – un milion - un milliard – un miliard |
|                                                                                                | | |                                                                    |

## Personnalités connues parlant le ladin
- Carolina Kostner, patineuse artistique
- Isolde Kostner, skieuse alpine
- Giorgio Moroder, compositeur, producteur, arrangeur musical
- Serge Perathoner, compositeur, producteur, arrangeur musical
- Luis Trenker, acteur, réalisateur, producteur
- Dominique Molknecht, sculpteur
- Johann Baptist Moroder (1870-1932), sculpteur.
- Ernesto Prinoth (1923-1981), né à Ortisei, est un pilote automobile italien et le fondateur de l'entreprise Prinoth AG, fabricant de véhicules sur neiges et d'équipement.
- Gilbert Prousch, artiste du duo Gilbert et George
- Andrè Schuen (de), baryton (chanteur lyrique)